# Cerkev sv. Vincencija, Bloška Polica
Cerkev sv. Vincencija na Bloški Polici je kulturno-zgodovinski spomenik cerkniške občine, podružnica župnije Stari trg pri Ložu.

## Zgodovina
Cerkev se prvič omenja leta 1526, ko je dala v obrambni sklad zoper Turke bakren kelih. Znameniti leseni strop iz leta 1693 ima veliko umetnostno vrednost. Zvonik je na preslico. Stari zvon, ki je imel napis »Leta Gospodovega 1604 me je v božjo slavo ulil Elija Somrak«, so vzeli za potrebe 1. svetovne vojne. Sedanja zvonova sta iz leta 1923. Večji težak 106 kg ima glas A, manjši 75 kg pa ne zvoni, ker je počen.
4. julija 1965 je velik vihar cerkev močno poškodoval. Zvonik se je z zvonovoma prevrnil v cerkev in poškodoval leseni strop. Streho in zvonik so brezplačno popravili domačini v času župnika in pesnika Franceta Lokarja. Strop pa je brezhibno sestavil pozlatar in kipar Franjo Vrabec.

## Opis cerkve
Glavni oltar je tip »zlatega oltarja« iz 80. let 17. stoletja, ko je bila cerkev prenovljena. V sredini je kip Vincencija, diakona in mučenca.
Na severni steni je Poklon Treh kraljev.
Na levi steni je škof Valerij, ob njem del krila nadangela Gabrijela, ki skupaj z Marijo tvori prizor Marijinega oznanjenja. Zraven je sveta Barbara s stolpom v levi roki. Pod njo so vdolbeni podpisi starotrških kaplanov od leta 1566 (Nikolaus Pipan) do 1645 (Jurij Kobe). Na levi je sveti Andrej s križem in sveti Janez Evangelist s knjigo in peresom. Stranska oltarja visita na stenah ladje. V levem je kip svetega Kozma in v desnem svetega Damijana. Do leta 1964 je bil v oltarčku na severni strani kip lurške Marije, narejen iz sadre.

## Opis patrona
Vincencij, ki goduje 22. januarja, je bil potomec plemiške rodbine iz španskega mesta Zaragoze. Njegov stari oče je bil konzul.
Vincencijev oče, ki je bil zaveden kristjan, je dečka že v rani mladosti izročil škofu Valeriju v vzgojo in izobrazbo. Postal je diakon in njegov pomočnik. Ta je namesto njega oznanjal božjo besedo, kajti škof Valerij je imel govorno napako.
Sveti Avguštin poroča, da je neustrašno odgovarjal cesarskemu namestniku Dacijanu. Skupaj z mučencem Štefanom sta umrla mučeniške smrti leta 304.
Tej cerkvi se pogosto kot patron napačno pripisuje sv. Vincencij Ferrer. Napaka se prvič pojavi v Letopisu ljubljanske nadškofije leta 1865, ko so začeli imena krajev pisati v slovenščini in je očitno urejevalec pomotoma dodal k imenu sv. Vincencija še "Fer.". Ta napaka se ponavlja vse do leta 1993. Popravili so jo šele v Letopisu Cerkve na Slovenskem leta 2000.